# 勝又武一
勝又 武一（かつまた ぶいち、1924年6月9日 - 2014年1月8日）は、日本の政治家。本名は、勝又 武一（かつまた たけいち）。参議院議員（1期、日本社会党）。

## 来歴・人物
静岡県富士市出身。横浜市立経済専門学校（現横浜市立大学）卒業。民間会社勤務を経て、学校教諭となり、静岡県教組委員長などを歴任。1977年、参議院静岡選挙区から日本社会党公認で出馬し初当選。参議院逓信委員長などを務めたが、1983年に、体調不良のため1期で政界引退。
1994年秋の叙勲で勲三等旭日中綬章受章。
2014年1月8日、肺炎のため富士市の病院で死去、89歳没。死没日をもって正五位に叙される。